# Nagisa (harpiste)
Nagisa ou Nakisa était une harpiste, chanteuse et compositrice de musique sassanide réputée à la cour royale de Khosrow II (590-628). Elle était sans doute d'origine grecque.
Nizami l'a mentionnée dans son livre Khosrow et Chirine. Amir Khusrau a également mentionné son nom dans un autre conte sur Shirine et Khosrow.

## Contexte historique
Les débuts connus de la musique persane sont illustrés par des représentations préhistoriques de harpes arquées, datant de 3300 à 3100 avant J.-C.
Mais ce n'est qu'à pendant l'Empire sassanide, que les informations ont été plus précises. Elles ont montrées une culture musicale importante, notamment dans les régions dominées par le zoroastrisme.
De nombreux Chahs sassanides étaient de fervents amoureux de la musique, notamment le fondateur de l'Empire, Ardashir I, ainsi que Bahram V. Khosrow II fut le mécène le plus remarquable, son règne étant considéré comme l'âge d'or de la musique persane.
Avec Nagisa, plusieurs musiciens étaient au service de Khosrow II, tels que Āzādvar-e Changi, Bāmshād, Rāmtin, Sarkash et, le plus célèbre, Bārbad.
Ces musiciens étaient généralement ménestrels, à la foise poètes et musiciens. En effet, il y eut peu de distinction entre la poésie et la musique dans l'Empire sassanide.

## Service à la Cour
Elle a collaboré avec Barbad, sur sa célèbre pièce pour septuor, le Royal Khosrowvani (سرود خسروانى). Les thèmes principaux des chants qui accompagnaient cette pièce, sont à la louange du roi Khosrow II.
Nagissa et Barbad ont énormément contribué au système musical persan Khosrowvani.

## Système musical persan Khosrowvani.
Ce système s'appuie sur des poèmes syllabiques, courants en persan préislamique. Ils étaient interprétés avec une musique dédiée à ce style.
Chaque morceau a ses propres éléments constitutifs. Ces éléments sont regroupés par ensembles, en fonction de leur similarité. Ces différents ensembles ont été regroupés en catégories, nommée Khosravani. L'ensemble de ces catégories se nomme Haft Khosravani.